# Ameghinite
L'ameghinite, così denominata in onore di Florentino e Carlo Ameghino, è un minerale rinvenuto in Argentina.

## Origine e giacitura
Rinvenuta nel giacimento di borace di Tincalaya, in provincia di Salta, Argentina.

## Forma in cui si presenta in natura
Piccoli cristalli incolori, trasparenti e brillanti, ed in noduli all'interno del borace compatto. Agli ultravioletti presenta fluorescenza di colore azzurro pallido.